# Mycteroplus brunneago
Mycteroplus brunneago är en fjärilsart som beskrevs av Warnecke 1943. Mycteroplus brunneago ingår i släktet Mycteroplus och familjen nattflyn. Inga underarter finns listade i Catalogue of Life.